# Rostoklaty
Rostoklaty là một làng thuộc huyện Kolín, vùng Středočeský, Cộng hòa Séc.